# Waterboro (Nueva York)
Waterboro es un área no incorporada (o conocidas como aldea) ubicada en el condado de Chautauqua en el estado estadounidense de Nueva York. Waterboro se encuentra ubicada en el noreste de la esquina del pueblo de Ellery.

## Geografía
Waterboro se encuentra ubicada en las coordenadas 42°10′19″N 79°04′11″O / 42.17194, -79.06972.